# Valerio De Cesaris
Valerio De Cesaris (Roma, 25 agosto 1974) è uno storico e saggista italiano, rettore dell'Università per stranieri di Perugia dal 2021.

## Biografia
Dopo la laurea in lettere all’Università degli Studi Roma Tre, ha svolto il dottorato di ricerca in Scienze storiche all’Università Cattolica del Sacro Cuore.
Dal 2006 è docente di ruolo presso l’Università per Stranieri di Perugia, di cui è stato eletto Magnifico Rettore nel 2021. È membro del comitato scientifico della Perugia Stranieri University Press, socio della Società italiana per lo studio della storia contemporanea, dell'Istituto Luigi Sturzo di Roma e socio Pro Tempore Muneris dell’Accademia delle Scienze dell’Umbria. Ha partecipato a numerosi gruppi di ricerca nazionali e internazionali.
La sua ricerca iniziale si è focalizzata sul giornalismo cattolico e l'antifascismo della Chiesa cattolica, con una monografia su Enrico Zuppi (edita per i tipi di Studium). Ha esplorato il filogiudaismo cattolico nell'Ottocento, culminato nel libro Pro Judaeis (Guerini e Associati 2006). Successivamente, ha indagato l'atteggiamento cattolico verso gli ebrei e le leggi razziali, pubblicando vari saggi sull’argomento. Ha studiato anche la storia dell'immigrazione in Italia con Il grande sbarco (Guerini e Associati 2018) e con il contributo in volume La “scoperta” dell’immigrazione negli anni di don Diana.

## Opere

### Saggi
- Enrico Zuppi e «L’Osservatore della Domenica», presentazione di Giancarlo Zizola, introduzione di Andrea Riccardi, Studium, Roma 2002. ISBN 883823907X
- Pro Judaeis. Il filogiudaismo cattolico in Italia (1789-1938), Guerini e Associati, Milano 2006. ISBN 8883357213.
- Vaticano, fascismo e questione razziale, Guerini e Associati, Milano 2010. ISBN 9788862501651.
- Spiritualmente semiti. La risposta cattolica all’antisemitismo, Guerini e Associati, Milano 2017. ISBN 9788862506731.
- Il grande sbarco. L’Italia e la scoperta dell’immigrazione, Guerini e Associati, Milano 2018. ISBN 9788862507462.
- Seduzione fascista. La Chiesa cattolica e Mussolini 1919-1923, San Paolo, Cinisello Balsamo (MI) 2020. ISBN 9788892222960.
- La battaglia per le coscienze. Chiesa cattolica e fascismo 1924-1938, San Paolo, Cinisello Balsamo (MI) 2022. ISBN 9788892240407.

### Principali contributi in volume
- La Chiesa cattolica e il fascismo tra convergenze e scontro, in Stefano Picciaredda (a cura di), Il sogno europeo. Tra storia e futuro, Claudio Grenzi Editore, Foggia 2012, pp. 73-92. ISBN 9788884315090.
- I cattolici, gli ebrei e l’«ebreo». Note su antigiudaismo e filogiudaismo in Italia, in Marina Beer e Anna Foa (a cura di), Ebrei, minoranze e Risorgimento. Storia, cultura, letteratura, Viella, Roma 2013, pp. 163-176. ISBN 9788883349959.
- La Chiesa cattolica in Italia negli anni di Aldo Moro, in Agostino Giovagnoli (a cura di), L’Italia e gli italiani dal 1948 al 1978, presentazione di Antonio Iodice e Giuseppe Acocella, Rubbettino, Soveria Mannelli 2019, pp. 279-298. ISBN 9788849857559.
- La “scoperta” dell’immigrazione negli anni di don Diana, in Francesco Dandolo e Michele Mosca (a cura di) Accoglienza e integrazione nelle terre di don Peppe Diana.  Storia ed economia dei flussi migratori nelle campagne tra il litorale Domitio e Casal di Principe, Editoriale Scientifica, Napoli 2020, pp. 7-23. ISBN 978-88-93917-22-3
- «Siamo ariani di tipo mediterraneo, puri». Note sul razzismo fascista negli anni Trenta, in Anna Rita Gabellone e Renato Tomei (a cura di), Fascismo, antifascismo e colonialismo, Pacini, Pisa 2021, pp. 121-142. ISBN 9788869958472.

### Curatele
- Carlo Carretto nella Chiesa del Novecento, a cura di Valerio De Cesaris, Cittadella, Assisi 2009. ISBN 9788830809789
- Enrico Zuppi, Hai riempito gli abissi del mio cuore. Lettere a Carla. Carteggi con Giovanni Battista Montini, Raimondo Manzini, Giuseppe Prezzolini, don Giovanni Rossi, Giancarlo Zizola, a cura di Valerio De Cesaris e Giuseppe Lazzaro, prefazione del cardinale Achille Silvestrini, Studium, Roma 2010. ISBN 9788838241208
- Il confine mediterraneo. L’Europa di fronte agli sbarchi dei migranti, a cura di Valerio De Cesaris ed Emidio Diodato, Carocci, Roma 2018. ISBN 9788843093168
- L’immigrazione in Italia da Jerry Masslo a oggi, a cura di Valerio De Cesaris e Andrea Riccardi, Guerini e Associati, Milano 2020. ISBN 9788862507769
- L’Università per Stranieri di Perugia. Storia di un ateneo aperto al mondo, a cura di Salvatore Cingari, Valerio De Cesaris, Gabriele Rigano, Roberto Vetrugno, Treccani, Roma 2024. ISBN 9788812011612.

### Prefazioni e postfazioni
- Robert d’Harcourt, Il vangelo della forza. Il volto della gioventù del Terzo Reich, prefazione di Valerio De Cesaris, traduzione di Luigi Albani, San Paolo, Cinisello Balsamo (MI) 2022. ISBN 9788892240247.
- Antonio Schlatter Navarro, Perché leggere Dostoevskij, a cura di Natale Fioretto, prefazione di Valerio De Cesaris, Graphe.it edizioni, Perugia 2024. ISBN 9788893722353.